# Leccinum melaneum
Bolet rude noir
Espèce
Statut de conservation UICN

 LC  : Préoccupation mineure
Leccinum melaneum, le Bolet rude noir, est une espèce de champignons (Fungi) basidiomycètes du genre Leccinum dans la famille des Boletaceae. Il est caractérisé par ses teintes sombres.

## Taxonomie
Le nom correct complet (avec auteur) de ce taxon est Leccinum melaneum (Smotl.) Pilát & Dermek. 
Le basionyme de ce taxon est : Boletus scaber melaneus Smotl.

### Synonymes
Leccinum melaneum a pour synonymes :
- Boletus melaneus (Smotl.) Hlaváek, 1989
- Boletus melaneus (Smotl.) Smotl.
- Boletus scaber var. melaneus Smotl.
- Krombholzia scabra f. melanea (Smotl.) Vassilkov, 1956
- Krombholziella melanea (Smotl.) Šutara
- Leccinum scabrum f. melaneum (Smotl.) Sergeeva
- Leccinum scabrum var. melaneum (Smotl.) Dermek

## Description du sporophore
Les bolets sont des champignons dont l'hyménophore, constitué de tubes et terminés par des pores, se sépare facilement de la chair du chapeau. Ce chapeau d'abord rond, recouvert d'une cuticule, devient convexe à mesure qu’il vieillit. Ils ont un pied (stipe) central assez épais et une chair compacte. Les caractéristiques morphologiques de L. melaneum sont les suivantes :
Son chapeau mesure 5 à 13 cm de diamètre, de forme convexe puis convexe-étalé, souvent irrégulier, viscidule avec l'âge, très finement tomenteux, de couleur sombre au début, brun, brun foncé à presque noir, parfois avec taches plus pâles,.
L'hyménophore présente des pores blanc grisâtre, souvent tachés de brunâtre, devenant brunâtre au froissement,.
Son stipe mesurent 9 à 14,5 cm x 2,1 à 5,5 cm, de forme égale à (largement) clavé vers la base, entièrement orné de méches grisâtres à noirâtres sur fond blanc, plus fines vers l'apex, graduellement plus grossières vers la base, souvent agglutinées en une sorte de réticulum à la base,.
La chair est blanche, subimmuable à peu roussissante, sans trace de vert. Sa sporée est brune.

## Galerie

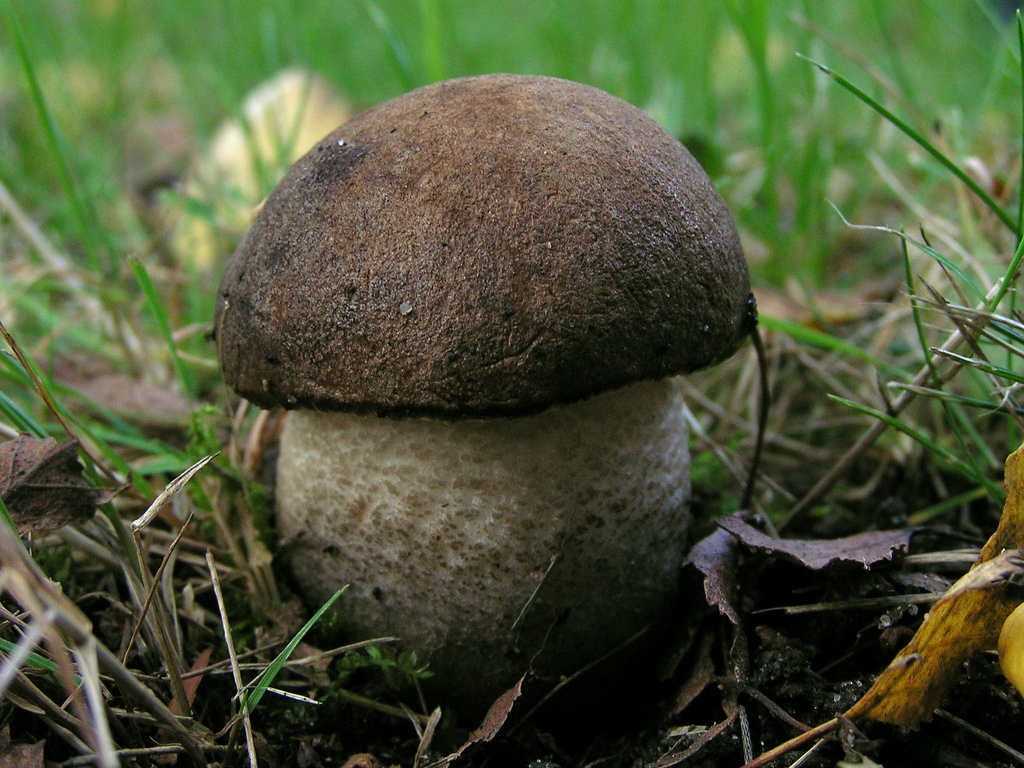
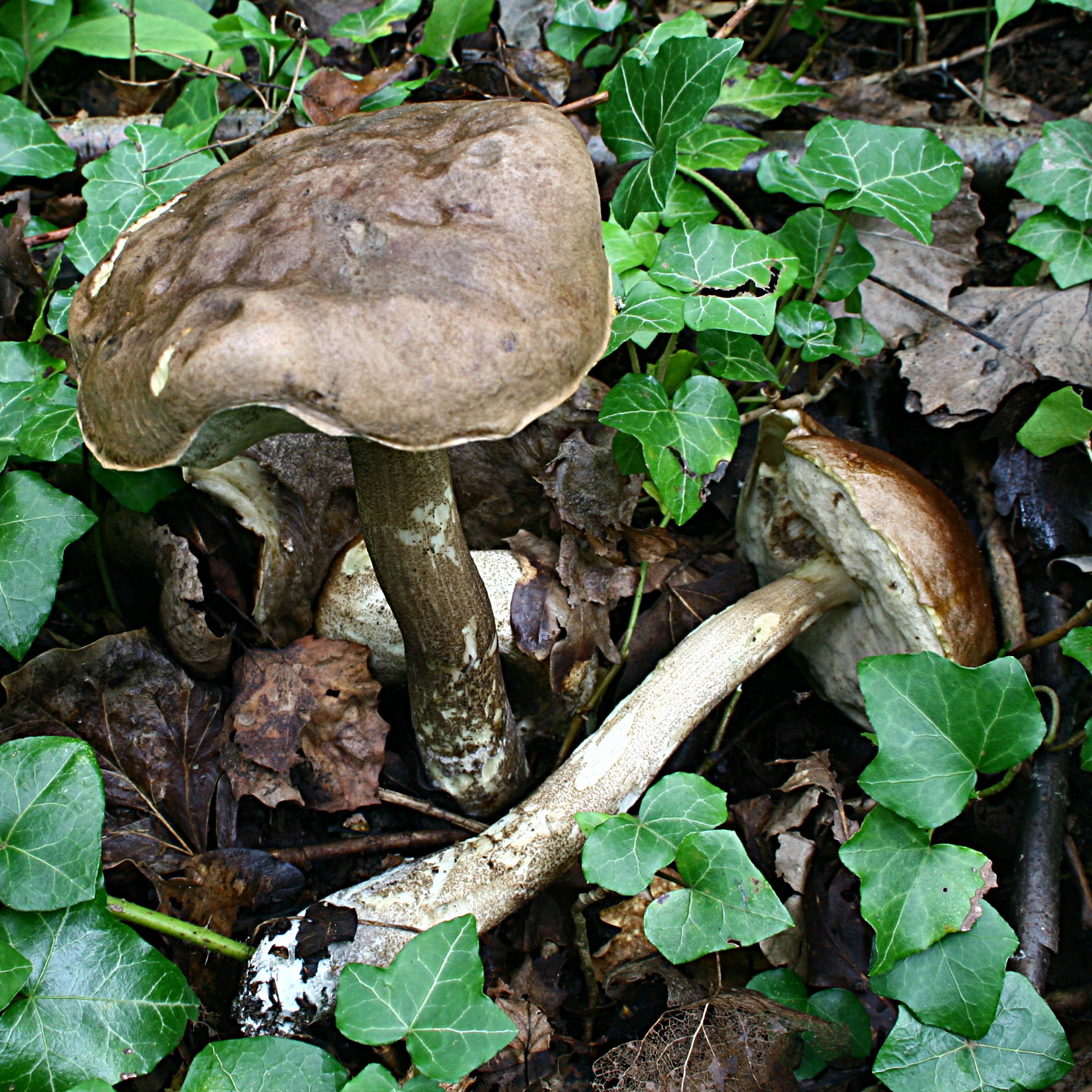
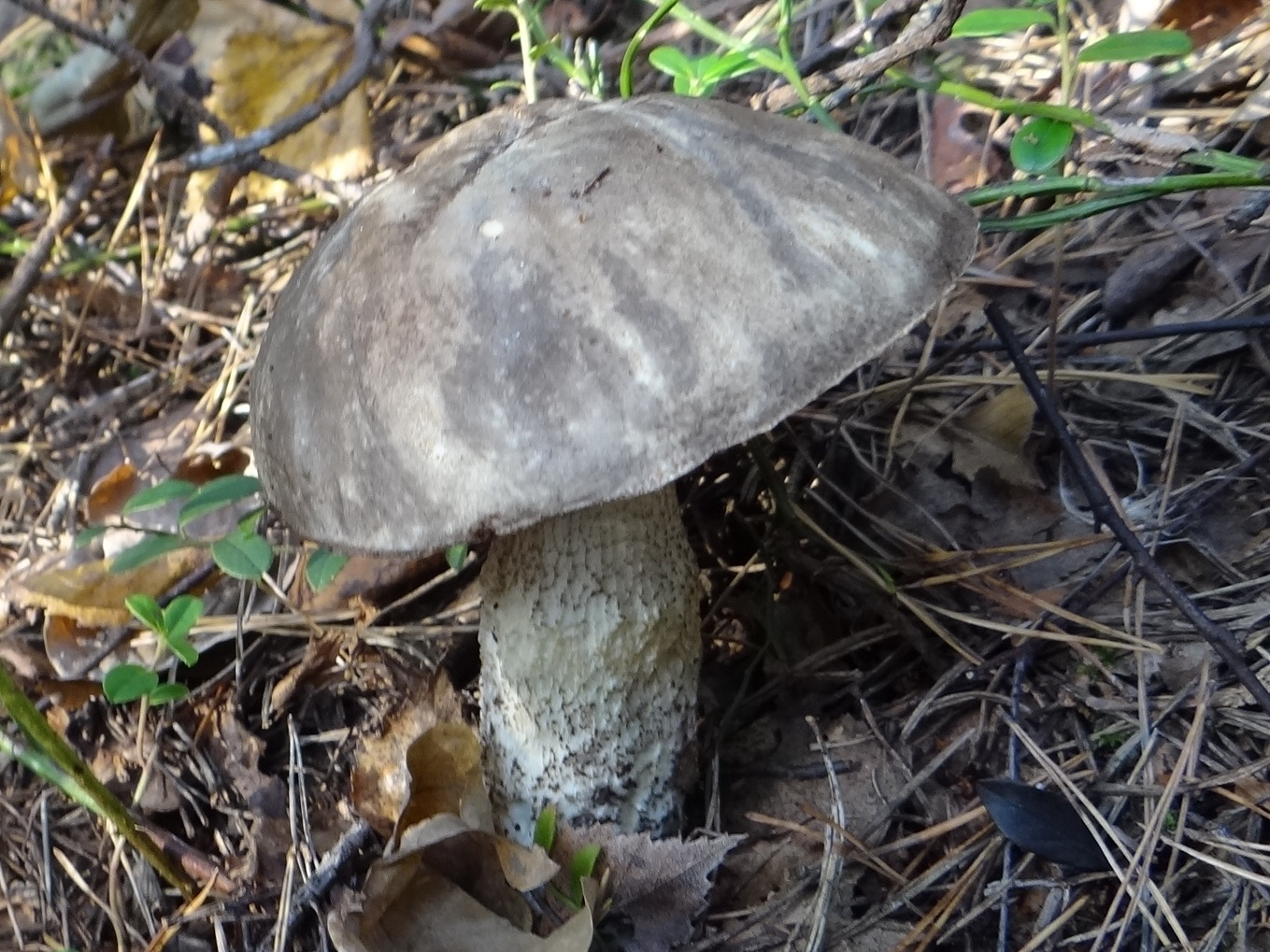
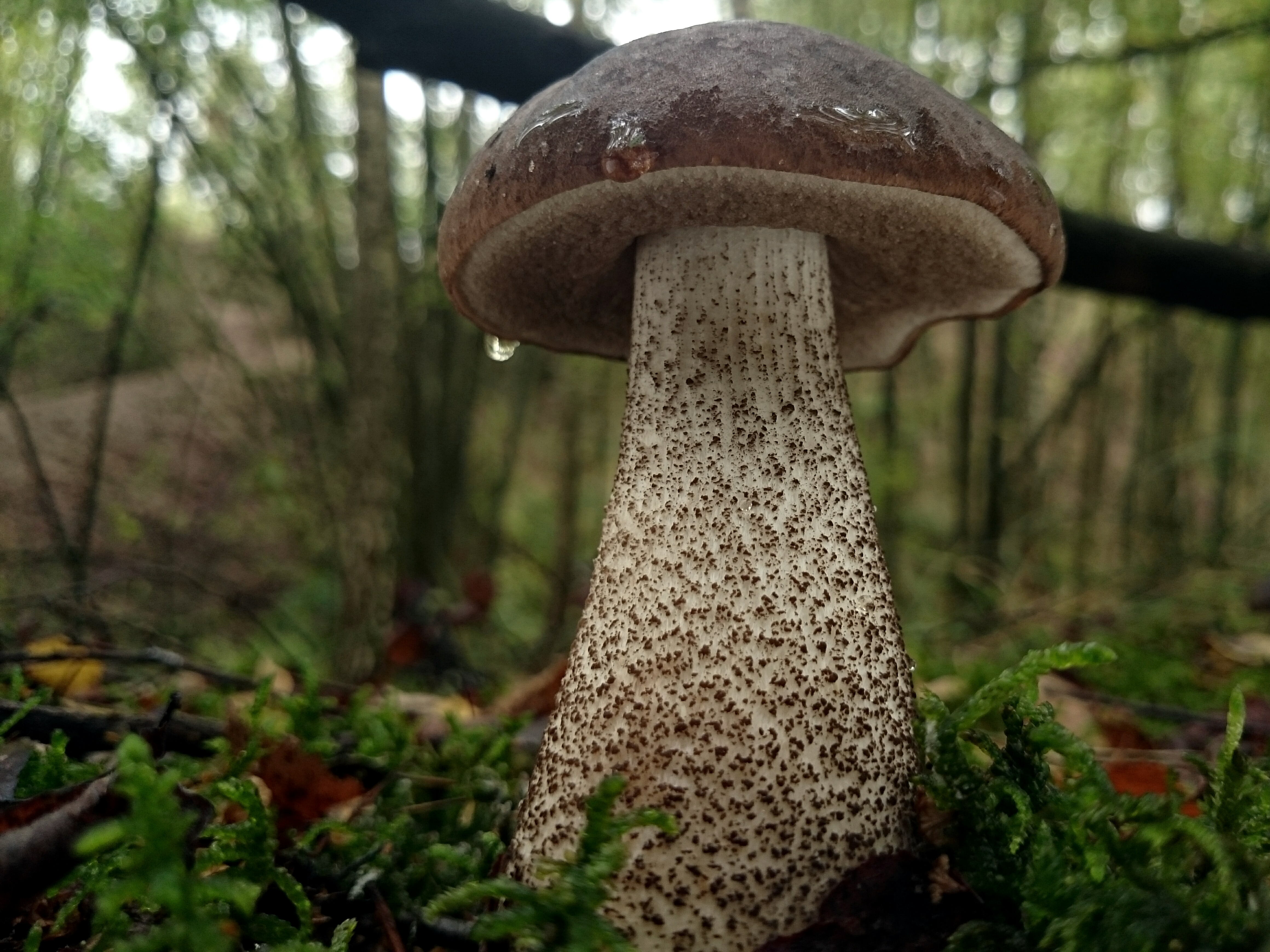
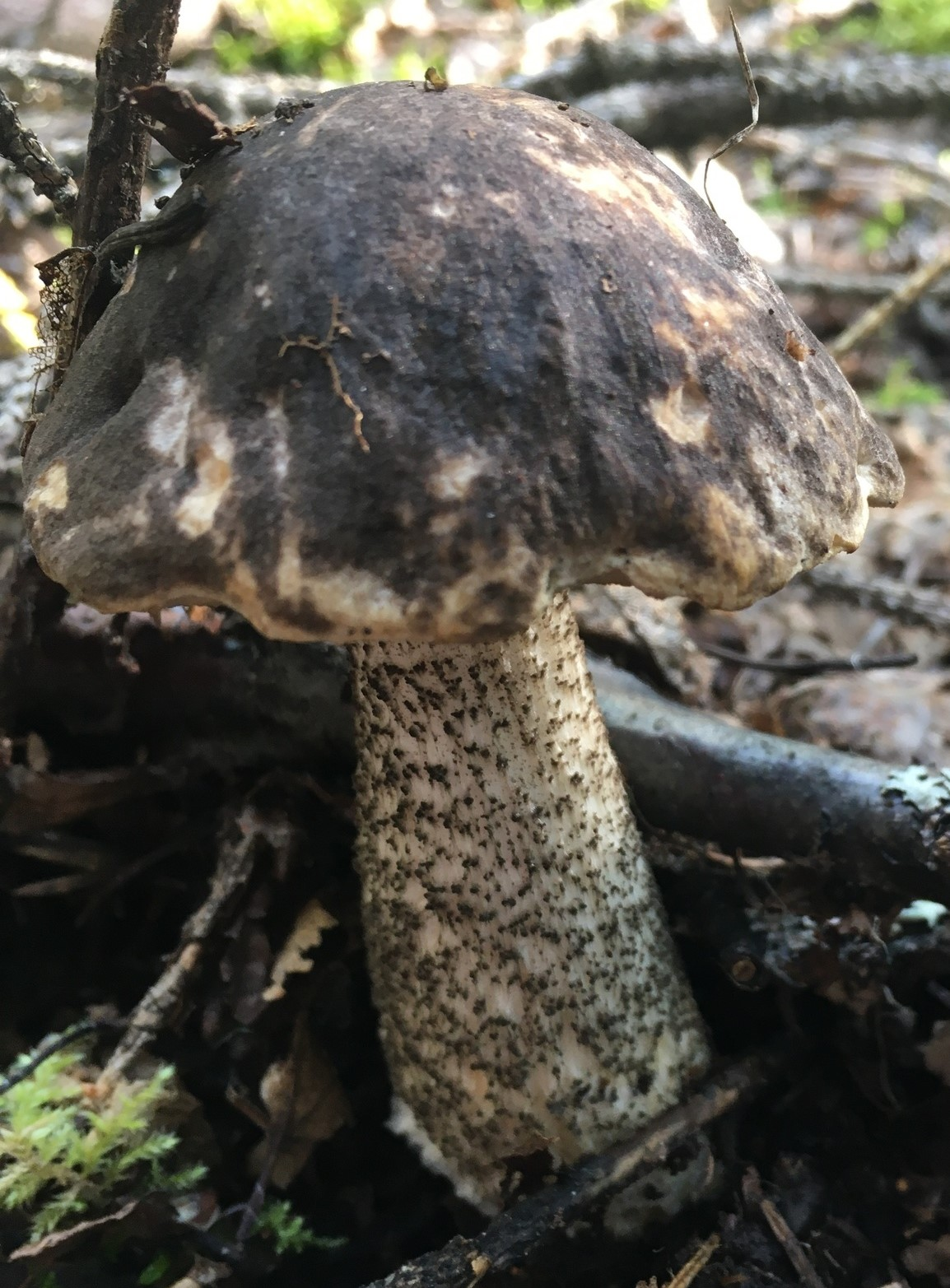
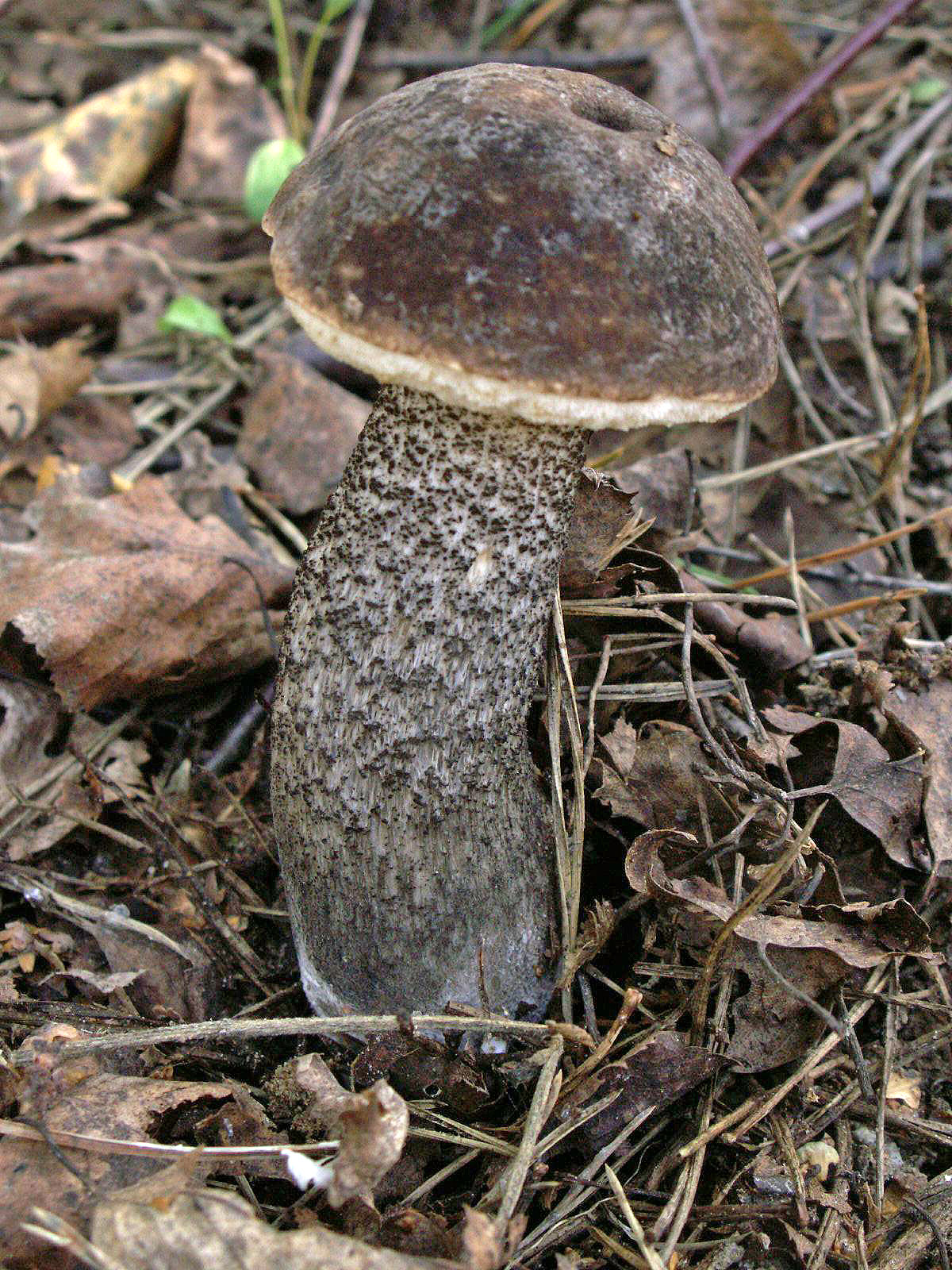
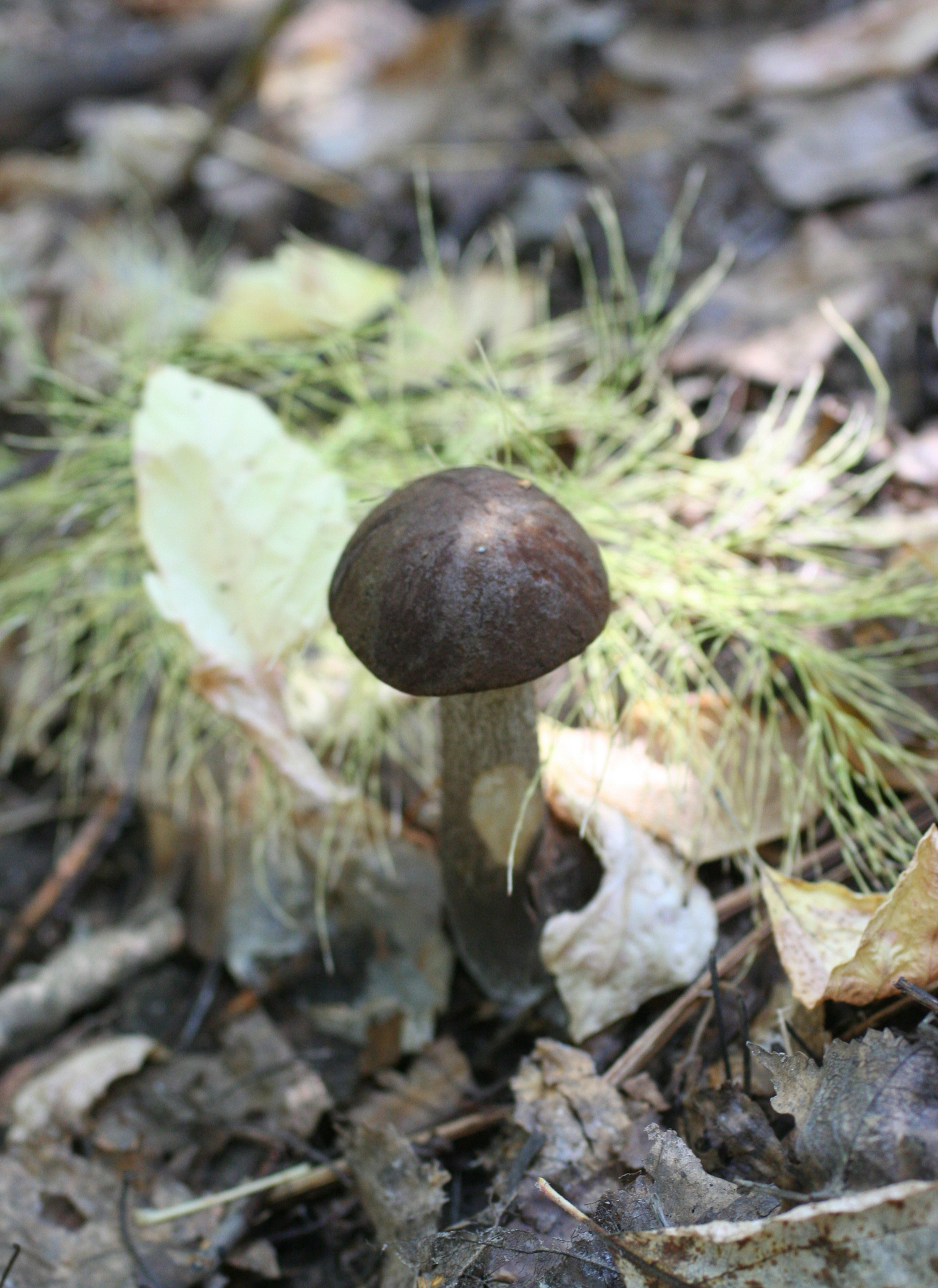

### Caractéristiques microscopiques
Ses spores mesurent 15-20 x 5-7 µm.

## Habitat et distribution
Il s'agit un champignon ectomycorhizien, poussant sous bouleaux.

## Comestibilité
Le Bolet rude noir est comestible. Comme toutes les espèces de Leccinum au sens large, son pied fibreux et indigeste esst souvent rejeté. Il est fréquemment recommandé de le cueillir jeune et de ne garder que le chapeau. Les Bolets rudes sont à l'origine de troubles gastro-intestinaux s'ils sont consommés crus ou mal cuits. En France, de par sa rareté, le Bolet rude noir ne fait l'objet d'aucune consommation traditionnelle ou occasionnelle notable. Il peut être considéré comme sans intérêt alimentaire .

## Confusions possibles
- Le Bolet rude (Leccinum scabrum) dont les squames et le chapeau sont bien moins noirs. Comestible.
- Le Bolet ramoneur (Leccinum variicolor), mais ce dernier se teinte de taches bleu à sa base et son chapeau noir est plus ou moins marbré de blanchâtre. Sans intérêt alimentaire.